# Atsede Baysa
Atsede Baysa (16 april 1987) is een Ethiopische langeafstandsloopster, die gespecialiseerd is in de marathon. Ze schreef verschillende internationale marathons op haar naam.

## Biografie
Baysa werd in 2006 achtste op de Tokyo International Women's Marathon en vijfde op de marathon van Nagano.
Op 15 april 2007 liep Atsede Baysa onder warme weersomstandigheden (25 graden Celsius) de marathon van Rotterdam in een persoonlijk record van 2:33.54. Ze eindigde als vierde in deze wedstrijd. Later dat jaar won ze de marathon van Istanboel in 2:29.08.
In 2009 schreef Baysa voor de eerste maal de marathon van Parijs op haar naam in een tijd van 2:24.42, een persoonlijk record. Een jaar later herhaalde zij deze prestatie, maar nu was haar beste tijd van 2:22.04 niet alleen alweer een PR, het was ook een verbetering van het parcoursrecord en bovendien de beste wereldjaarprestatie. De Ethiopische ontwikkelde zich op dit nummer in rap tempo, zo bleek.
In 2012 schreef ze de Chicago Marathon op haar naam in 2:22.03, een verdere verbetering van haar PR-prestatie met één seconde. Ze won hiermee een bedrag van $ 110.000 aan prijzengeld.
Ze is getrouwd.

## Persoonlijke records
| Onderdeel      | Prestatie | Datum            | Plaats    |
| -------------- | --------- | ---------------- | --------- |
| 10 km          | 31.36     | 17 februari 2013 | Barcelona |
| 15 km          | 47.52     | 17 februari 2013 | Barcelona |
| 20 km          | 1:04.09   | 17 februari 2013 | Barcelona |
| halve marathon | 1:07.34   | 17 februari 2013 | Barcelona |
| 25 km          | 1:22.42   | 10 oktober 2010  | Chicago   |
| 30 km          | 1:39.28   | 10 oktober 2010  | Chicago   |
| marathon       | 2:22.03   | 7 oktober 2012   | Chicago   |

## Palmares

### 10 km
- 2013:  Great Ethiopian Run - 33.50,9

### 15 km
- 2012:  Montferland Run - 49.15

### 20 km
- 2011:  Marseille-Cassis - 1:08.39

### halve marathon
- 2007:  halve marathon van Algiers - 1:13.54
- 2007: 11e WK in Udine - 1:09.15
- 2009:  halve marathon van Rabat - 1:12.21
- 2010:  halve marathon van Parijs - 1:11.05
- 2010: 5e halve marathon van New Delhi - 1:08.42
- 2011:  halve marathon van Tarsus - 1:11.37
- 2011:  halve marathon van Göteborg - 1:10.11
- 2011:  halve marathon van Reims - 1:09.58
- 2012:  halve marathon van Tarsus - 1:09.39
- 2013:  halve marathon van Barcelona - 1:07.33
- 2013:  halve marathon van Zhuhai - 1:11.12
- 2015:  halve marathon van Gifu - 1:10.37

### marathon
- 2006: 5e marathon van Nagano - 2:37.48
- 2006:  marathon van Addis Ababa - 2:48.08
- 2006: 8e marathon van Tokio - 2:39.31
- 2007: 4e marathon van Rotterdam - 2:33.54
- 2007:  marathon van Istanboel - 2:29.08
- 2007: 7e marathon van Frankfurt - 2:32.05
- 2008: 5e marathon van Rome - 2:33.07
- 2008: 5e Toronto Waterfront Marathon - 2:35.55,7
- 2009: 9e marathon van Dubai - 2:29.13
- 2009:  marathon van Parijs - 2:24.42
- 2009: 26e WK in Parijs - 2:36.04
- 2009: 7e marathon van Frankfurt - 2:32.05
- 2010:  marathon van Xiamen - 2:28.53
- 2010:  marathon van Parijs - 2:22.04
- 2010:  marathon van Chicago - 2:23.40
- 2011: 5e marathon van Dubai - 2:25.08
- 2011: 4e marathon van Londen - 2:23.50
- 2011: 14e WK in Daegu - 2:31.37
- 2012: 8e marathon van Dubai - 2:23.13
- 2012: 9e marathon van Londen - 2:25.59
- 2012:  marathon van Hawassa - 2:44.57
- 2012:  marathon van Chicago - 2:22.03
- 2013: 4e marathon van Londen - 2:25.14
- 2013:  Chicago Marathon - 2:26.42
- 2014: 12e marathon van Tokio - 2:35.03
- 2014:  marathon van Lanzhou - 2:37.55
- 2014: 5e marathon van Shanghai - 2:31.44
- 2015: 16e marathon van Dubai - 2:27.24
- 2015: 8e marathon van Parijs - 2:28.13
- 2016:  Boston Marathon - 2:29.19
- 2016: 6e Chicago Marathon - 2:28.53